# Cantone di Angers-3
Il Cantone di Angers-3 è una divisione amministrativa dell'Arrondissement di Angers.
È stato costituito a seguito della riforma approvata con decreto del 26 febbraio 2014, che ha avuto attuazione dopo le elezioni dipartimentali del 2015.

## Composizione
Comprende parte della città di Angers e gli 8 comuni di:
- Beaucouzé
- Béhuard
- Saint-Clément-de-la-Place
- Saint-Jean-de-Linières
- Saint-Lambert-la-Potherie
- Saint-Léger-des-Bois
- Saint-Martin-du-Fouilloux
- Savennières